# Isokyanát draselný
Isokyanát draselný je bezbarvá pevná anorganická látka, jejíž vzorec je KNCO. Je používána například k elektrolytické přípravě fenylisokyanátu:
C6H6 + K+NCO + O → C6H5NCO + KOH

## Podobné sloučeniny
- Kyanatan draselný